# 大分東警察署
大分東警察署（おおいたひがしけいさつしょ）は、大分県警察が管轄する警察署の一つである。

## 概要
大分市東部を管轄する。大分県内にある15の警察署の中で、人員規模では大分中央警察署、別府警察署、大分南警察署に次いで4番目に大きい。
かつての庁舎は1972年に建設された鉄筋コンクリート構造3階建てで、敷地面積は5,842m2、延床面積2,103m2であったが、老朽化が進んでいること、手狭であること、海に近く津波の被害の可能性があることから、南に約1.2kmの内陸側に位置する住友化学大分工場所有地（大分市鶴崎）に現庁舎を新築することとなり、2016年秋から建替工事を行って、2018年3月12日に移転した。

## 沿革
- 1972年（昭和47年） - 旧庁舎（大分市三佐5-2-23）が完成。
- 2005年（平成17年）4月1日 - 大分市と佐賀関町・野津原町との合併に伴い、佐賀関警察署と統合。
- 2014年（平成26年）12月11日 - 明治交番を新築移転し、横尾交番に名称変更[4]。
- 2015年（平成27年）3月2日 - 松岡駐在所、川添駐在所を横尾交番に統合するとともに、鶴崎駅前交番の管轄区域を変更[5]。
- 2018年（平成30年）
  - 3月12日 - 現庁舎に移転し業務開始。
  - 3月27日 - 佐賀関幹部交番を廃止し、佐賀関駐在所を新設。
  - 3月27日 - 里・細・丹生・坂ノ市・神崎の5駐在所を廃止し、坂ノ市交番を新設[6][7]。

## 交番・駐在所
- 鶴崎駅前交番 - 大分市大字鶴崎2706-2
  - 管轄区域 - 北鶴崎1-2丁目、中鶴崎1-2丁目、西鶴崎1-3丁目、東鶴崎1-3丁目、南鶴崎1-3丁目、乙津港町1丁目（大分中央警察署の管轄区域を除く。）、乙津港町2丁目、乙津町、小中島1-3丁目、徳島1-3丁目、三佐1-6丁目、大字乙津、大字皆春、大字森町、大字鶴崎、大字海原、大字三佐、大字家島、大字小中島、大字中ノ州、大字一の州、大字森の一部及び大字葛木の一部[8]
- 大在交番 - 大分市角子原2丁目4-22 
  - 管轄区域 - 曙台1-4丁目､志村1-2丁目､庄境､角子南1-2丁目､花江川､角子原1-2丁目､須賀1-2丁目､青崎1-2丁目､大在北1-4丁目､大在中央1-2丁目､横田1-2丁目､政所1-2丁目､竹下1-2丁目､大在浜1-2丁目､汐見1-2丁目､横塚1丁目の一部､横塚2丁目､望みが丘､大字政所､大字横田､大字志村､大字角子原､大字北､大字青崎､大字竹下､大字浜､大字城原及び大字大在
- 横尾交番 - 大分市大字横尾2730番地の1
  - 管轄区域 - 法勝台2-3丁目､公園通り1-5丁目､公園通り西1-2丁目､京が丘南1-2丁目､大字猪野､大字横尾（大分中央警察署の管轄区域を除く｡）､大字森の一部､大字小池原（大分中央警察署の管轄区域を除く｡）､大字葛木の一部､大字丸亀､大字下徳丸､大字常行､大字南､大字鶴瀬､大字関園､大字松岡､大字大津留､大字毛井､大字下判田の一部､大字宮河内､大字広内､大字種具､大字迫及び大字丹川の一部
- 坂ノ市交番 - 大分市久原南2丁目7-13
  - 管轄区域 - 横塚1丁目の一部、王ノ瀬1-2丁目、里1-3丁目、小佐井1-3丁目、久原北、久原中央1-4丁目、久原南1-2丁目、大分流通業務団地1-3丁目、恵比寿町、浜中、坂ノ市中央1-5丁目、坂ノ市西1-2丁目、坂ノ市南1-4丁目、大字里、大字屋山、大字市尾、大字木田、大字久土、大字細、大字東上野、大字久原、大字日吉原、大字丹生、大字佐野、大字丹川の一部、大字一木、大字坂ノ市、大字馬場、大字本神崎、大字大平、大字木佐上及び大字志生木の一部
- 佐賀関警察官駐在所 - 大分市大字佐賀関2173
  - 管轄区域 - 大字佐賀関、大字白木、大字一尺屋及び大字志生木の一部

## 警備艇
- 大2 ゆふ 12m型

## 主な未解決事件
- 大分市松岡特定郵便局敷地内強盗殺人事件（1998年3月2日発生）[9]